# Jembroides
Jembroides is een geslacht van halfvleugeligen uit de familie Aphrophoridae. De wetenschappelijke naam van dit geslacht is voor het eerst geldig gepubliceerd in 1942 door Matsumura.

## Soorten
Het geslacht Jembroides  is monotypisch en omvat slechts de volgende soort:
- Jembroides inouyei Matsumura, 1942